# Krzysztof Kubica
Krzysztof Kubica, né le 25 mai 2000 à Żywiec en Pologne, est un footballeur polonais qui évolue au poste de milieu central au Benevento Calcio.

## Biographie

### Carrière en club
Né à Żywiec en Pologne, Krzysztof Kubica est formé par le club de sa ville natale, le Czarni-Góral Żywiec avant de rejoindre le Górnik Zabrze. Il commence toutefois sa carrière au Chrobry Głogów, en deuxième division polonaise, où il est prêté lors de la saison 2019-2020. 
Il fait ensuite son retour au Górnik Zabrze et prolonge son contrat le 18 août 2020, le liant avec le club jusqu'en juin 2023. Il joue son premier match pour le Górnik Zabrze le 13 septembre 2020 face au Lechia Gdańsk, découvrant par la même occasion la première division polonaise. Il entre en jeu à la place de Roman Procházka (en) et son équipe l'emporte par trois buts à zéro.
Le 16 août 2021, il se met en évidence en étant l'auteur d'un doublé en Ekstraklasa, sur la pelouse du Jagiellonia Białystok, permettant à son équipe de l'emporter sur le score de 1-3 à l'extérieur.
Lors de la saison 2021-2022, il est récompensé de ses performances en étant élu meilleur jeune joueur du mois d'août 2021. Il est l'auteur d'un nouveau doublé le 6 mai 2021 contre le Legia Varsovie, en championnat. Son équipe s'incline toutefois par cinq buts à trois ce jour-là.
Le 29 août 2022, Krzysztof Kubica rejoint l'Italie afin de s'engager en faveur du Benevento Calcio.

### En sélection
Il joue son premier match avec l'équipe de Pologne espoirs contre l'Arabie Saoudite, le 26 mars 2021. Il entre en jeu en cours de partie ce jour-là, et marque à cette occasion son premier but avec les espoirs, participant ainsi à la large victoire des siens (7-0 score final).